# Muchomor białożółtawy

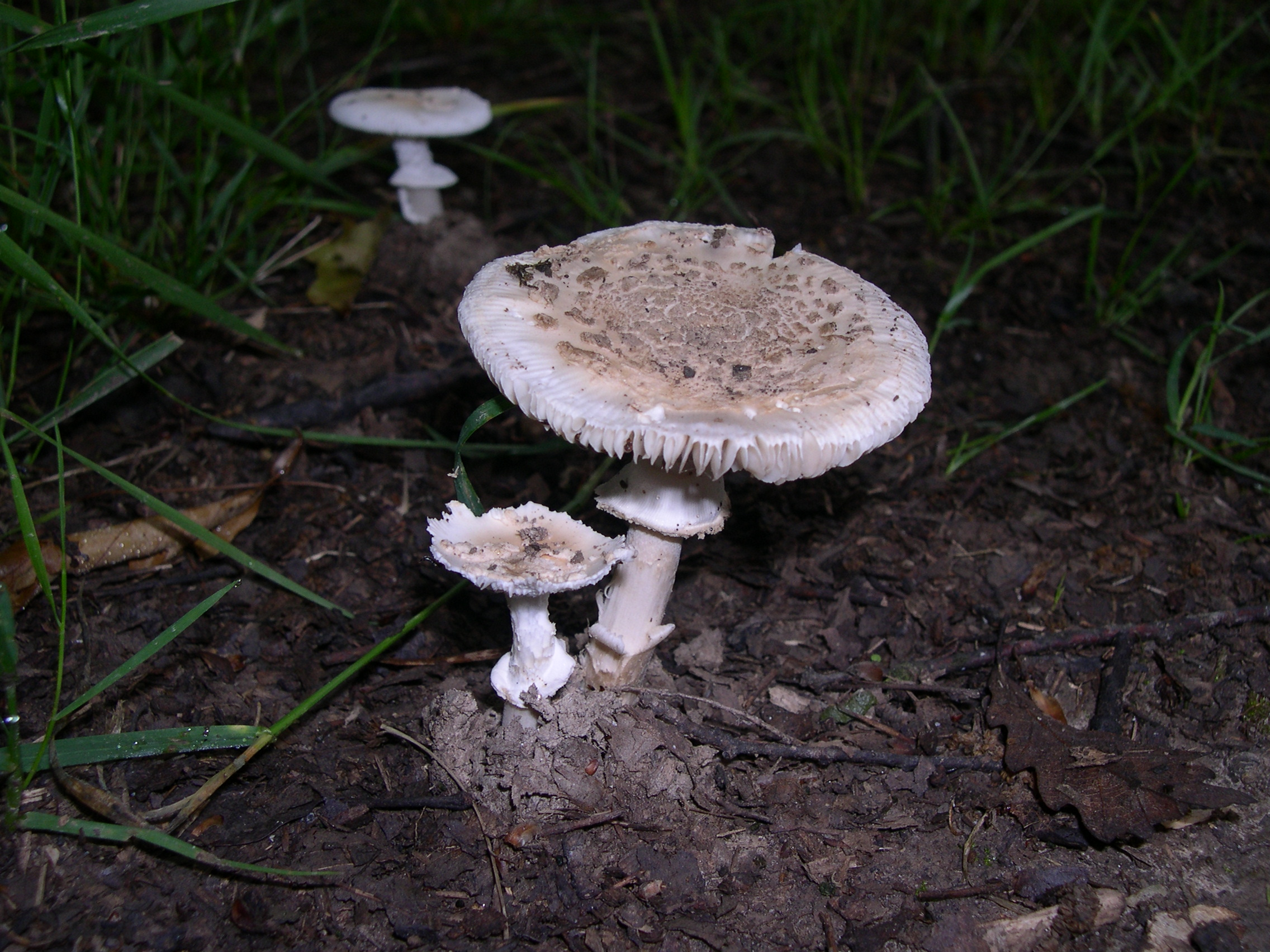

Muchomor białożółtawy (Amanita eliae Quél.) – gatunek grzybów należący do rodziny muchomorowatych (Amanitaceae).

## Systematyka i nazewnictwo
Pozycja w klasyfikacji według Index Fungorum: Amanita, Amanitaceae, Agaricales, Agaricomycetidae, Agaricomycetes, Agaricomycotina, Basidiomycota, Fungi.
Po raz pierwszy opisał go w 1872 r. Lucien Quélet i nadana przez niego nazwa naukowa jest ważna. Niektóre synonimy:

- Amanita eliae Quél. 1872 var. eliae
- Amanita eliae var. griseovelata (Bertault) Migl. & Camboni 2000
- Amanita eliae var. griseovelata Bertault ex Neville & Poumarat 2004
- Amanita griseovelata (Bertault) F. Massart 1997
- Amanita raymondii Contu 2000
- Amanitaria eliae (Quél.) E.-J. Gilbert 1941

Polską nazwę zaproponował Władysław Wojewoda w 2003 r.

## Morfologia
Kapelusz
Średnica 4–10 cm, za młodu silnie kulisty, później łukowaty, na koniec płaski. Młode okazy okryte są białą osłoną, która w czasie wzrostu grzyba rozrywa się na strzępy. Kapelusz na środku ma kolor ochrowy z odcieniem łososiowym do jasnoskórzanego, na brzegach jest bledszy. Brzegi ostre i karbowane.
Blaszki
Szerokie, wolne o urzęsionych ostrzach.
Trzon
Wysokość 8–12 cm, szerokość 1–2 cm, walcowaty, za młodu pełny, później pusty. Ma biały kolor i biały, obwisły pierścień. Bulwa mała i głęboko osadzona w ziemi.
Miąższ
Cienki i biały (jedynie bezpośrednio pod skórką żółtawy). Smak stęchły, zapach nieokreślony.
Wysyp zarodników
Biały. Zarodniki elipsoidalne, bezbarwne, o rozmiarach 11–14 × 7–8 µm.
Gatunki podobne
Jest łatwy do odróżnienia od innych gatunków muchomorów, gdyż ma stosunkowo długi trzon, małą, głęboko w ziemi schowaną bulwę i białe resztki pochwy na trzonie. Podobnie ubarwiony jest muchomor narcyzowy (Amanita gemmata), podobne są także słabo wybarwione formy muchomora czerwonego (Amanita muscaria).

## Występowanie i siedlisko
Znany jest tylko w Europie. Jest rzadki. W Polsce jego rozprzestrzenienie i częstość występowania nie są znane. W piśmiennictwie naukowym wymieniono tylko 2 stanowiska.
Naziemny grzyb mykoryzowy Rośnie w lasach liściastych i mieszanych, szczególnie pod dębami, bukami i grabami. Preferuje kwaśne gleby.

## Znaczenie
Grzyb trujący.